# Sonic Runners
Sonic Runners est un jeu vidéo à défilement horizontal développé par Sonic Team et édité par Sega, sorti en 2015 sur Android et iOS. L'objectif du jeu est de parcourir la plus longue distance avec Sonic ou un de ses amis tout en déjouant les plans machiavélique de Dr. Eggman.

## Trame
Dr. Eggman a capturé des animaux et en fait des redoutables robots. Sonic, au fil des niveaux, doit essayer de déjouer les plans de Dr. Eggman.

## Système de jeu
Le but du jeu est de parcourir la plus longue distance sans mourir. Le jeu contient aussi un système d’épisode ; à la fin de chaque épisode, Sonic affronte Dr. Eggman.
Il n'y a qu'une commande pour le jeu, quel que soit le personnage utilisé : il faut appuyer sur l'écran de jeu pour faire sauter Sonic. Le jeu requiert une connexion permanente à Internet.

## Accueil
- Destructoid : 6/10[3]
- Pocket Gamer : 7/10[4]
- TouchArcade : 2/5[5]